# Arizelana
Arizelana là một chi bướm đêm thuộc phân họ Tortricinae của họ Tortricidae.

## Các loài
- Arizelana bibatrix Diakonoff, 1953
- Arizelana margaritobola Diakonoff, 1953